# 罗秀镇 (象州县)
罗秀镇，是中华人民共和国广西壮族自治区来宾市象州县下辖的一个乡镇级行政单位。

## 行政区划
罗秀镇下辖以下地区：
罗秀社区、礼教村、敖村、军田村、永利村、潘村、土办村、六峨村、凤阳村和麦棉村。

## 中国传统村落
2012年，纳禄村被评为首批“中国传统村落”。